# さばさば
さばさば（サバサバ）とは「爽快」、「さっぱり」などを意味する語。対義語は「ねちねち」。

## 語源
「さばさば」は徒然草にも現れる古語「さはさは」（爽々）が口語として訛ったものとされる。
江戸時代には「さばさばとした布子」（爽快の意）、「あんまりさばさばとした挨拶ゆゑ」（あっさりの意）のような用例が見られていた。

## 大陸的とサバサバ
戦前の労働農民党の政治家 山本宣治はアメリカ人を大陸的でサバサバしており小さいことに拘らないと評し、サバサバしていない日本人はアメリカ人に学ぶべきと論じていた。

## 男っぽさとサバサバ

### 戦前
戦前の書き記されたものでは少なくとも1940年には既に佐多稲子の女流小説『素足の娘』に「男のようなさばさばした中に、田舎娘のような愛らしさのある言い方で」として「さばさば」と「男っぽさ」を結びつける節が登場している。
また戦前の婦人解放運動家で廃娼に反対していた伊藤野枝は幼少期に女々しい兄に代わって喧嘩を行ったりなどボーイッシュでサバサバとした性格をしており、祖母からアメリカにしか嫁の貰い手が居ないと言われていたとされる。

### 戦後
戦後は高度経済成長に合わせて専業主婦が増加していったものの、1980年代には働く女性が一般化し、男女雇用機会均等法によって女性の出世の道も開かれ、それに合わせてオヤジ化したOLの「おやじギャル」も増加していった。しかしながら、その当時でも男っぽくサバサバしている女性は望ましくない、評価されにくいとする言説が存在していた。
また1990年代後半頃に少女漫画誌「りぼん」で連載されていた少女漫画『ミントな僕ら』（吉住渉）では性格が男っぽくサバサバしている主人公「南野のえる」およびライバルキャラクター「岩崎理々子」が登場していた。
2000年代に週刊誌『SPA!』で連載されていた『だめんず・うぉ〜か〜』（倉田真由美）の「ホラーな女」シリーズでは「男から男っぽくてサバサバしてると勘違いされる女」は実際はネチネチしているという話が登場していた。
一方、2021年のBLサイト「ちるちる」のアンケート結果の分析によれば、BLを好むコア層（いわゆる腐女子）はライト層よりもサバサバした女性主人公を好んでいるとされた。

## 自称サバサバ女（自サバ女）
サバサバを自称しながらネチネチしている自称サバサバ女（自サバ女）も話題となっていった。
早くは2011年より週刊誌「SPA!」で連載された「アラサーちゃん」に登場しており、2014年にドラマ化されている。
またその後も2019年よりはマンガワンで連載の「ブラックガールズトーク」（マキノマキ、2024年ドラマ化）が、同じく2019年よりはツイッター上で連載されたの「彼氏の周りに湧くウザい女たち」（染井ロキ）が登場している。
2020年にはめちゃコミックよりWeb漫画「ワタシってサバサバしてるから」（原作：とらふぐ、漫画：江口心）が登場し、2023年よりはそれがNHK総合でドラマ化されている。
2025年にはWeb少女漫画誌『ちゃおプラス』で『ワタシってサバサバしてるから』のスピンオフである小学生編が登場した。

## 水商売とサバサバ
史実の共同印刷争議（1925年）を基にして1929年よりプロレタリア文学雑誌『戦旗』に連載された小説『太陽のない街』（徳永直）では、大同印刷株式会社の労働争議団の婦人部会において貞操観念の強い同部部長「永遠の処女」と水商売をする反部長派が対立、反部長派が「永遠の処女」の論ずる「貞操論」をブルジョワ的だとして批判し、同志として働くための水商売の方がよっぽどサバサバしていてプロレタリア的だと論じていた。
戦後も水商売の女性の方がサバサバしているという言説はたびたび登場している。